# Datorspelsåret 1997

## Händelser

### Mars
- 1 mars - Nintendo lanserar hem-TV-spelskonsolen Nintendo 64 i  PAL-regionen, som omfattar Australasien och stora delar av Eurasien.

### Juni
- 19-21 juni - Den tredje årliga E3-mässan hålls i Atlanta i Georgia i USA.[1]

### September
- 1 september - Nintendo lanserar hem-TV-spelskonsolen Nintendo 64 i Frankrike.

### Oktober

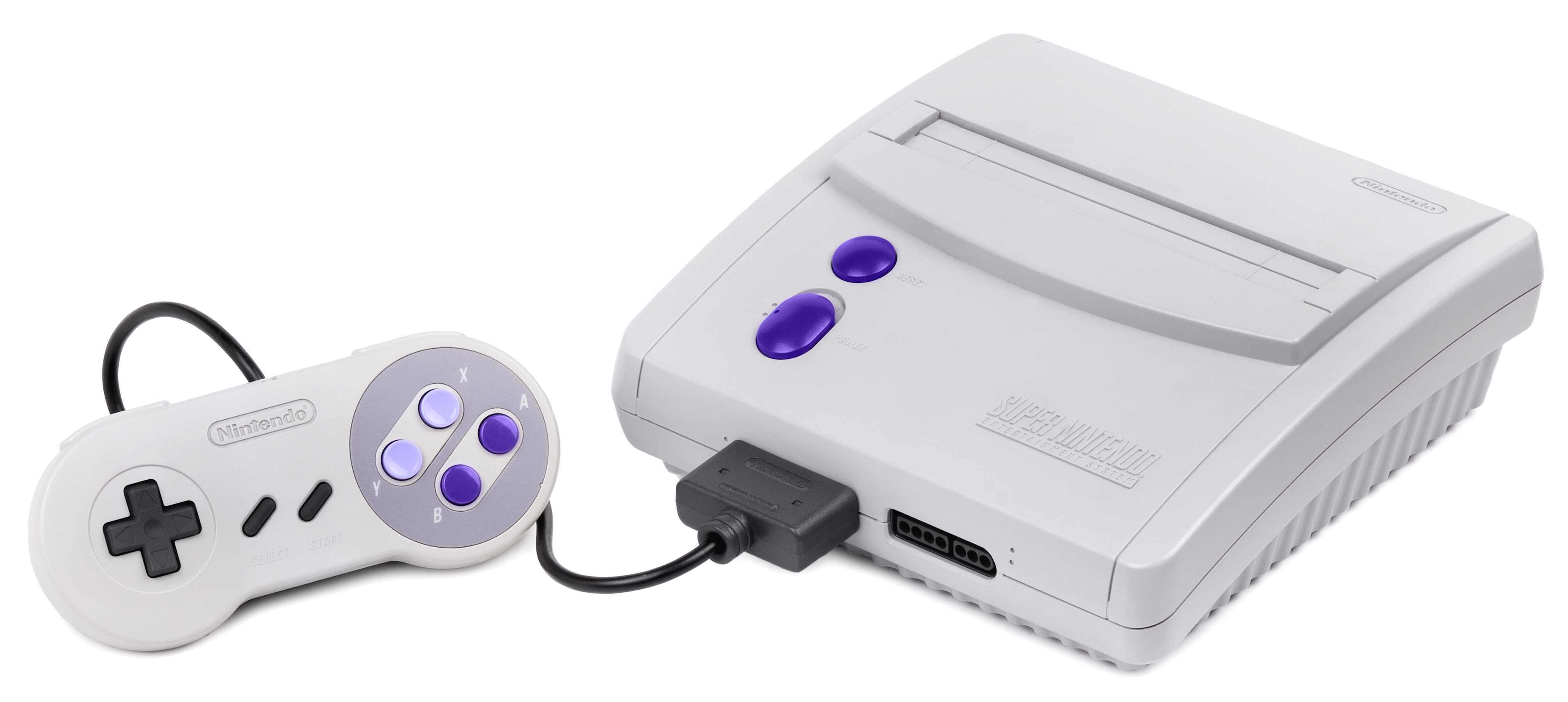
SNES 101

- 20 oktober - Nintendo lanserar konsolen Super Nintendo Entertainment System (Model SNS-101), en mindre variant av SNES, i Nordamerika.

### December
- 24 december - Det elektroniska husdjuret är "årets julklapp" i Sverige.[2]

## Spel släppta år1997

### Nintendo 64
- Mario Kart 64
- Super Mario 64
- Blast Corps
- Diddy Kong Racing
- Goldeneye 007
- Star Fox 64

### Microsoft Windows
- Age of Empires
- Atlantis: Det försvunna riket
- Quake II
- Tomb Raider II
- Resident Evil
- Dungeon Keeper
- Riven: The Sequel to Myst
- Fallout
- NHL 98

### Playstation
- NHL 98
- Resident Evil: Directors Cut
- Atlantis: Det försvunna riket
- Tomb Raider II
- Riven: The Sequel to Myst
- Crash Bandicoot 2: Cortex Strikes Back

### Sega Saturn
- Atlantis: Det försvunna riket
- Resident Evil
- Riven: The Sequel to Myst
- 30 oktober - Ronde[3]

### Super NES
- NHL 98

### Sega Mega Drive
- NHL 98

## Avlidna
- 4 oktober - Gunpei Yokoi (född 10 september 1941), japansk dator- och TV-spelsdesigner, död i bilolycka i Japan.

### Fotnoter
1. ↑  ”Attendance and Stats” (på engelska). IGN. http://www.ign.com/wikis/e3/Attendance_and_Stats. Läst 21 maj 2015.
2. ↑  ”Årets julklapp 2013”. Handelns utredningsinstitut. http://www.hui.se/arets-julklapp. Läst 24 januari 2011.
3. ↑  ”RONDE 〜輪舞曲〜” (på japanska). Famitsu. Arkiverad från originalet den 12 september 2015. https://web.archive.org/web/20150912022532/http://www.famitsu.com/cominy/?m=pc&a=page_h_title&title_id=15170. Läst 15 juni 2015.